# Ewan Dobson
Ewan Dobson, född 9 september 1981 i Richmond Hill, Ontario, Kanada, är en plockgitarrist som spelar i flera olika genrer, bl. a bluegrass, techno och heavy metal.
Som klassisk gitarrist har Dobson vunnit flera olika priser, bland annat förstapriserna på Burlington Rotary Fall Music Festival, Pickering Rotary Music Festival och D'addario-stipendiet på Kiwanis Music Festival. Som fingerstylegitarrist placerade sig Dobson på förstaplats på den årliga kanadensiska fingerstylefestivalen. Två månader efter detta placerade han sig på en tredjeplats på den internationella fingerstyletävlingen i Kansas.

## Diskografi
- Guitar (2007)
- The Red Army Love Potion (2008)
- Healthy Obsession (2009)
- Ewan Dobson (2009)
- Ewan Dobson II (2010)
- Ewan Dobson III (2012)